# Beriev Be-12
Beriev Be-12 Tjajka, förkortat Be-12 (ryska: Бериев Бе-12, Бе-12 Чайка, (mås). NATO-rapporteringsnamn: Mail), är ett 2-motorigt propellerflygplan som är tillverkat av Beriev, utrustat med glasnos. Be-12 har använts bland annat till att bekämpa skogsbränder och flygspaning.

## Bilder

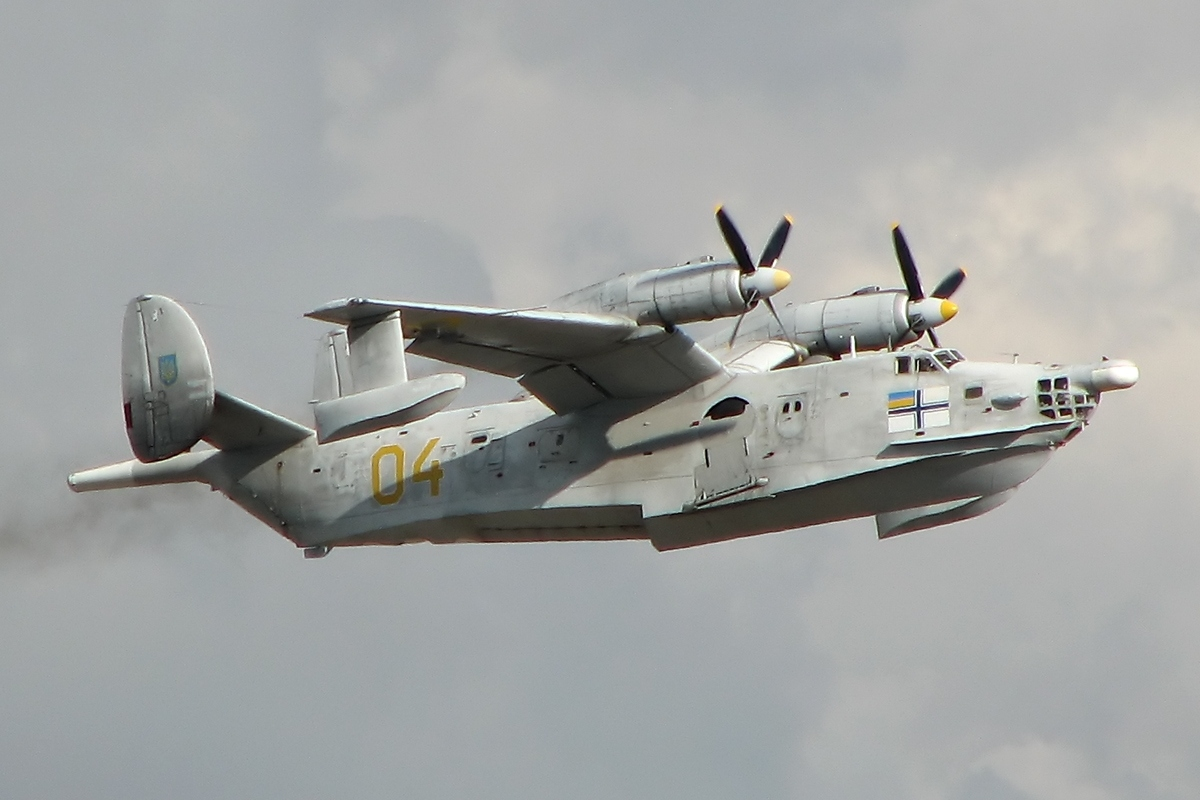
Ukrainsk Be-12.
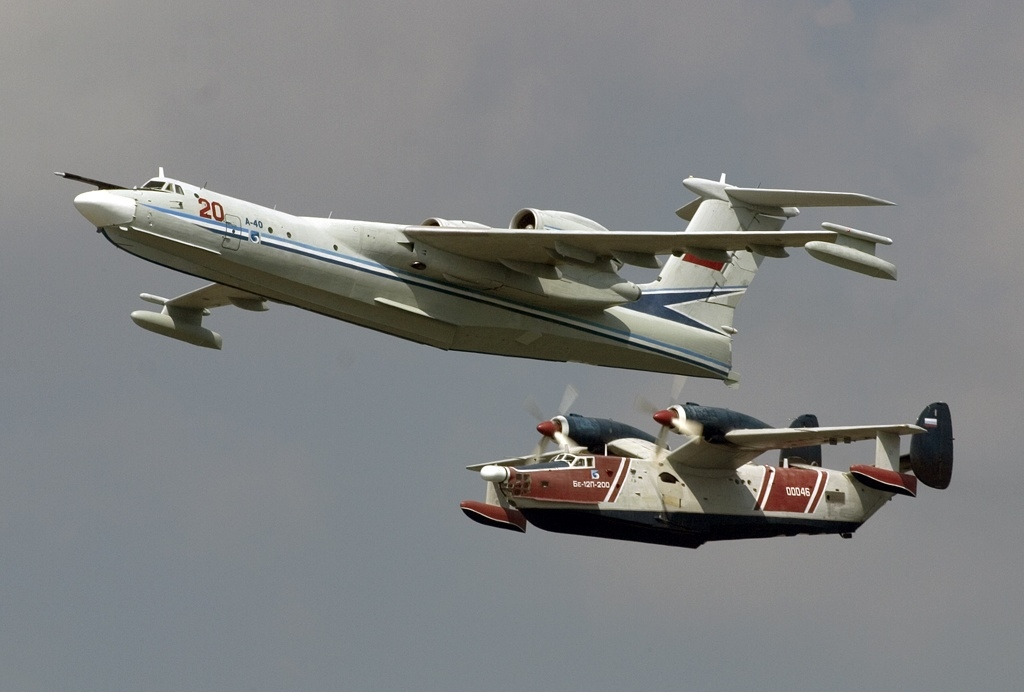
En Be-12 med en Beriev Be-200P-200.